# بگ (کمون)
بگ (تلفظ در فرانسوی: [bɛɡ]; اکسیتان: Begas) یک کمون در دپارتمان الیه در مرکز فرانسه است.

## جغرافیا

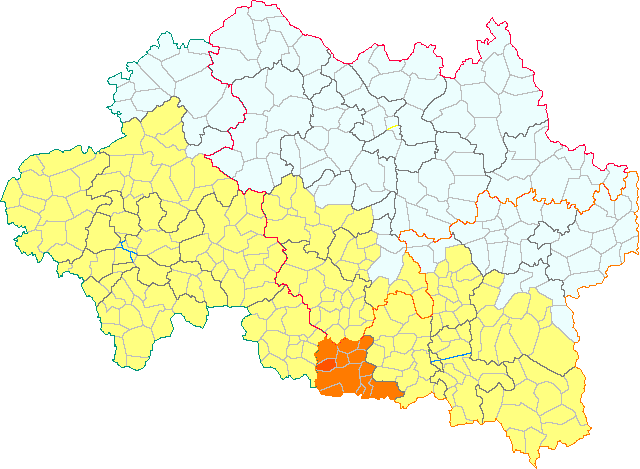
موقعیت بگ در کانتون گانا (قبل از مارس ۲۰۱۵).
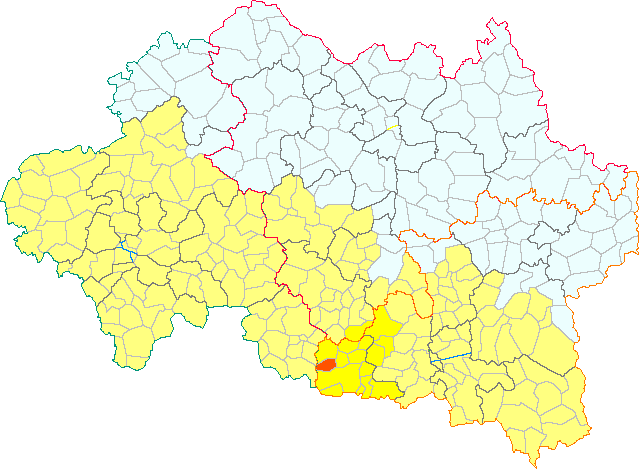
موقعیت بگ در انجمن پیشین بین‌الاجتماعی گانا.

## مدیریت
- ۲۰۰۸–۲۰۱۴: ژرژ بومه
- ۲۰۱۴–۲۰۲۰: آلن ویگیه[۴]
- ۲۰۲۰–حال: سرژ موم[۵]